# Ringelmücke
Die Ringelmücke oder Große Hausmücke (Culiseta annulata, in der älteren Literatur Theobaldia annulata; im Südwesten Deutschlands auch Ringelschnake) ist eine vor allem in Nordeuropa weitverbreitete Stechmücke. Verglichen mit anderen Arten ist die Ringelmücke groß und kräftig (10 – 13 mm lang). Die Flügel sind mit jeweils drei verschwommenen dunklen Schuppenflecken gezeichnet. Der Körper ist schwarzgrau mit hellen Querbinden, die Beine sind weiß geringelt. Sie wird deswegen oft mit der Asiatischen Tigermücke (Aedes albopictus) verwechselt.

## Biologie
Ringelmücken sind häufig mit der Gemeinen Stechmücke (Culex pipiens) vergesellschaftet. Beide Arten sind oft in menschlichen Siedlungen verbreitet, wo sie ihre Eier in nährstoffreichem Wasser in Regentonnen und anderen Behältern, in Jauchegruben, Gräben, Tümpeln, Pfützen und ähnlichen Orten ablegen. Wie bei Culex sind die aus ungefähr 200 Eiern bestehenden Gelege zu Schiffchen zusammengefasst, allerdings sind sie bei Cs. annulata gröber und breiter. Schon nach Frühlingsanfang kann man die Larven der Ringelmücke in geeigneten Brutgewässern finden.
Die Larven schlüpfen drei bis fünf Tage nach der Eiablage. Die Dauer der Larval- und Pupalentwicklung ist temperaturabhängig. So wurden bei Wassertemperaturen von 20 bis 23 °C Entwicklungszeiten vom Ei zum Schlupf des erwachsenen Tieren von 18 Tagen festgestellt, bei 24 bis 27 °C nur 16 Tage. Bei Temperaturen von über 31 °C überlebten die Larven nicht.
Die befruchteten Weibchen suchen im Spätherbst nach Überwinterungsorten und fliegen dabei oft (auch hier Cx. pipiens gleichend) in menschliche Behausungen. Geeignete Winterquartiere sind Keller, Lagerräume, Ställe, hohle Bäume und andere kühle, aber nicht dem Frost ausgesetzte Orte mit einer genügend hohen Luftfeuchtigkeit, um das Austrocknen der ruhenden Mücke zu verhindern. Wärmeeinbrüche können die Überwinterung unterbrechen; in Ställen zum Beispiel können die dann aktivierten Tiere sehr lästig werden.
Sind die Winter mild, oder im Süden ihrer Verbreitung, können Ringelmücken auch im Larvenstadium überwintern.
Die im Frühling aus ihren Winterquartieren kommenden Weibchen stechen auch tagsüber. Später im Jahr sind sie dagegen eher nachtaktiv. Wirte sind vor allem Säugetiere, einschließlich des Menschen, seltener Vögel.
Pro Jahr gibt es bis zu drei Generationen. Im Laufe des Jahres nimmt die Populationsdichte zu und erreicht im September ihr Maximum.

## Verbreitung
Die Ringelmücke ist in Europa weit verbreitet. Ihr Verbreitungsgebiet reicht bis nach Nordafrika, Kleinasien und Vorderasien. Im Norden ist sie allerdings häufiger als im Süden. Dort tritt häufig Culiseta longiareolata an ihre Stelle.

## Medizinische Bedeutung
Ringelmücken sind mögliche Überträger des Tahyna-Virus und Überträger einiger Vögel infizierender Plasmodienarten.

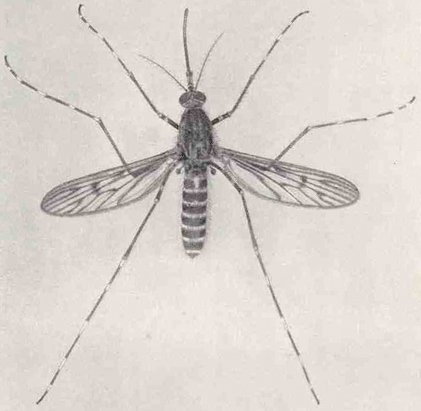
Die Flügel sind mit verschwommenen Flecken gezeichnet
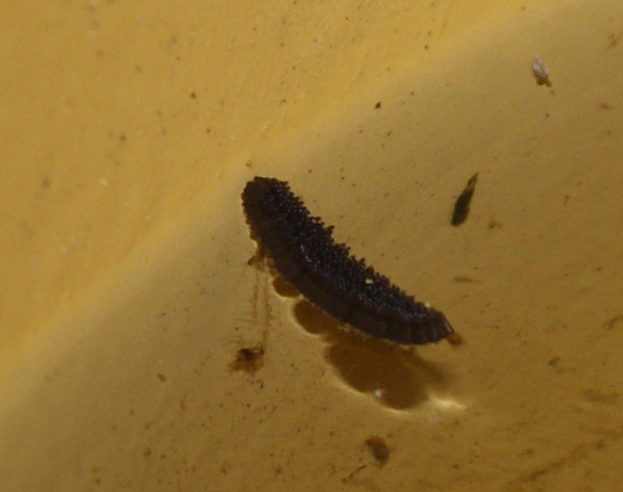
Die Gelege von Culiseta ähneln denen von Culex